# Marta Roure
Marta Roure i Besolí (Andorra la Vella, 16 gennaio 1981) è una cantante andorrana.
Ha rappresentato Andorra all'Eurovision Song Contest 2004 con il brano Jugarem a estimar-nos.

## Carriera
Nata nella capitale andorrana ma cresciuta in Francia, Marta Roure è salita alla ribalta all'inizio del 2004 con la sua partecipazione alla selezione del primo rappresentante andorrano nella storia dell'Eurovision, cantando Jugarem a estimar-nos e venendo incoronata vincitrice dal televoto. Il suo pezzo è stato il primo ad essere cantato in lingua catalana nel contest. Nella semifinale dell'Eurovision Song Contest 2004, che si è tenuta il successivo 12 maggio a Istanbul, si è piazzata al 18º posto su 22 partecipanti con 12 punti totalizzati, tutti provenienti dalla Spagna, non riuscendo a qualificarsi per la finale.

## Discografia

### Album in studio
- 2004 – Nua

### Singoli
- 2004 – Jugarem a estimar-nos